# 平原王

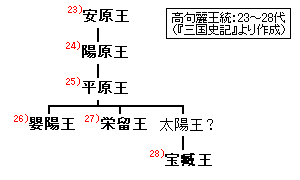
三国史记中的高句丽世系

平原王（552年—590年），名阳成、汤，是高句丽第25任君主，559-590年在位。阳原王的长子。557年，平原王成为王世子，两年后继位。
据说平原王为人勇猛，擅长马术和箭术。在他执政期间，平原王提倡发展农业和半农业，并减少高句丽王室对粮食的苛征。
平原王由于援助北齐的残余势力高宝宁，曾与北周在辽西营州短暂交锋，但与隋以前的中国和突厥保持了紧张但又和平的关系。589年，隋朝统一中国后，高句丽与隋的关系逐渐进入战争状态。
平原王时期由于百济与新罗联盟的瓦解，高句丽南部相对平静。586年，平原王将都城由平壤城迁至长安城（即今朝鲜平壤市区），直至高句丽灭亡。历时83年。590年，平原王去世。目前尚无有关其死因的记载。一说死于597年。

## 相关册封
- 560年，北齊廢帝冊封平原王使持節領護東夷校尉、遼東郡公、高麗王。
- 562年，陳文帝授平原王寧東將軍。
- 577年，北周高祖封平原王為開府儀同三司大將軍、遼東郡開國公、辽东王。
- 580年，隋文帝即位时，封平原王为高丽王（高句丽王）。

## 家庭

### 子女
- 子
  - 嬰陽王高元
  - 榮留王高建武
  - 大陽王高某
- 女
  - 平岡公主高氏，嫁溫達

| 前任： 阳原王 | 高句丽君主 559年-590年 | 繼任： 婴阳王 |